# Phú Bình (xã)
Phú Bình là một xã ở phía đông nam của tỉnh Thái Nguyên, Việt Nam.

## Địa lý
Xã Phú Bình có vị trí địa lý:
- Phía đông giáp xã Tân Thành
- Phía tây giáp xã Điềm Thụy
- Phía nam giáp xã Kha Sơn và xã Điềm Thụy
- Phía bắc giáp xã Tân Khánh và xã Tân Thành.

Xã Phú Bình có diện tích 44,18 km², dân số năm 2025 là 44.845 người. Khu vực được quy hoạch định hướng phát triển nhà ở đô thị, dịch vụ, công nghiệp, các dịch vụ chất lượng cao về y tế, giáo dục, công viên, các khu thương mại, vui chơi giải trí của khu vực. Trên địa bàn hiện có khu công nghiệp - đô thị - dịch vụ Phú Bình, cụm công nghiệp Hạnh Phúc - Xuân Phương; cụm công nghiệp Bảo Lý - Xuân Phương; các làng nghề tại xã Úc Kỳ, xã Xuân Phương; các trung tâm thương mại, chợ đầu mối tại thị trấn Hương Sơn cũ. Hạ tầng giao thông trên địa bàn xã có các tuyến đường vành đai V vùng Thủ đô, quốc lộ 37, các tuyến đường tỉnh: ĐT.261D, ĐT.269B, ĐT.269C, ĐT.269E.

## Lịch sử
Năm 1989, một phần diện tích và dân số của xã Hương Sơn được tách ra để thành lập thị trấn Úc Sơn, thị trấn huyện lỵ huyện Phú Bình.
Năm 2003, Chính phủ ban hành nghị định thành lập thị trấn Hương Sơn trên cơ sở sáp nhập toàn bộ diện tích và dân số của thị trấn Úc Sơn và xã Hương Sơn.
Tháng 6 năm 2025, xã Phú Bình được thành lập trên cơ sở nhập toàn bộ diện tích tự nhiên, quy mô dân số của xã Xuân Phương (diện tích tự nhiên là 7,73 km²; dân số là 9.375 người); xã Úc Kỳ (diện tích tự nhiên là 5,86 km²; dân số là 6.996 người); xã Nhã Lộng (diện tích tự nhiên là 5,98 km²; dân số là 9.278 người); thị trấn Hương Sơn (diện tích tự nhiên là 10,32 km²; dân số là 11.116 người); xã Bảo Lý (diện tích tự nhiên là 14,04 km², dân số là 7.978 người) và một phần của xã Thượng Đình (diện tích tự nhiên là 0,247 km²; dân số là 102 người) của huyện Phú Bình.
. Trụ sở làm việc của xã sử dụng một phần trụ sở huyện Phú Bình cũ.

## Hành chính

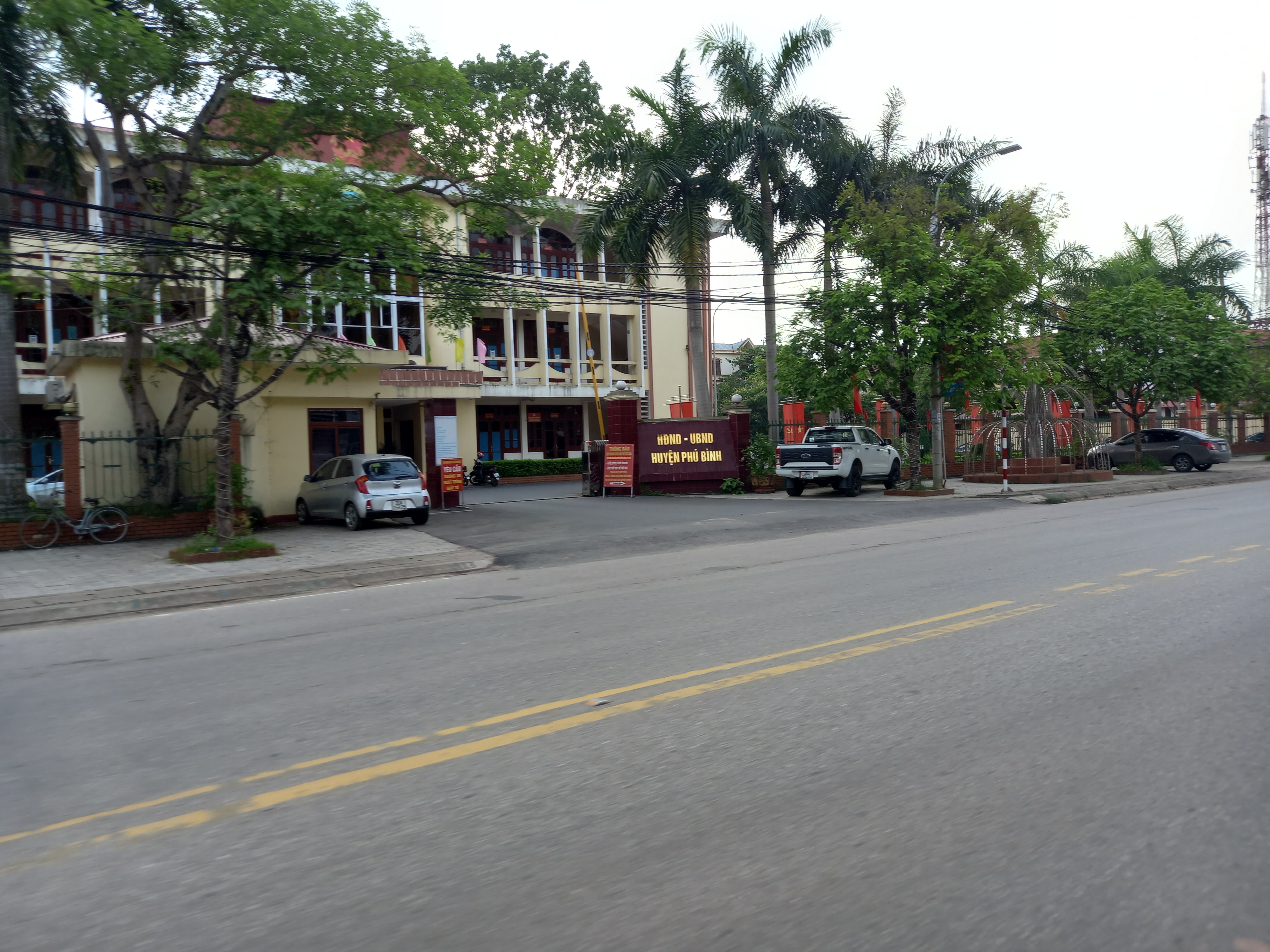
UBND huyện Phú Bình đóng trên địa bàn thị trấn

Đến năm 2009, thị trấn Hương Sơn có bốn tổ dân phố: 1, 2, 3, 4, và 14 xóm: Tây, Giữa, Đông, La Sơn, Hoà Bình, Thơm, Nguyễn 1, Nguyễn 2, Mỹ Sơn, Thi Đua 1, Thi Đua 2, Quyết Tiến 1, Quyết Tiến 2, Đoàn Kết, Úc Sơn. Năm 2019, sáp nhập hai tổ dân phố Giữa và Tây thành tổ dân phố Đình Cả 1, đổi tên tổ dân phố Đông thành tổ dân phố Đình Cả 2, sáp nhập hai tổ dân phố Thi Đua 1 và Thi Đua 2 thành tổ dân phố Thi Đua.
Đến năm 2009, xã Bảo Lý được chia thành 12 xóm: Vạn Già, Đồng Áng, Đại Lễ, Cầu Gỗ, Ngược, Hóa, Cô Dạ, Quyên, Dinh, Thượng,Đình Thượng, Thượng, Mới.
Đến năm 2009, xã Nhã Lộng được chia thành 14 xóm: Nón, Hanh, Bến, Đồi, Thanh Đàm, Trại, Soi 1, Soi 2, Chiễn 1, Chiễn 2, xóm Mít, Náng, Đô, Xúm.
Đến năm 2009, xã Úc Kỳ được chia thành 14 xóm: Trại, Làng, Tân Lập, Múc, Ngoài 1, Ngoài 2, Tân Sơn, Soi 1, Soi 2, Giữa, Nam 1, Nam 2, Đầm 1, Đầm 2.
Đến năm 2009, xã Xuân Phương được chia thành 14 xóm: Kiều Chính, Thi Đua, Quang Trung, Hòa Bình, Thắng Lợi, Đoàn Kết, Hạnh Phúc, Tân Sơn 8, Tân Sơn 9, Hin, Núi, Giữa, Ngoài, Khang.

## Văn hoá
Xã Nhã Lộng cũ có chùa Ha, tên chữ là Bà Ha tự, là ngôi chùa cổ có niên đại sớm của tỉnh Thái Nguyên, còn lưu giữ được kiểu dáng kiến trúc cổ thời Lê thế kỷ XVIII. Chùa Ha có 28 cột đá cao 1,6m, chu vi 0,9m; khoảng cách giữa các chân cột là 2,2m, cột cái với cột quân 2,4m.
Trên địa bàn xã Xuân Phương cũ có đình Phương Độ và đình Xuân La (cùng niên đại) thờ Thành hoàng Cao Sơn Quý Minh Đại vương – tức Dương Tự Minh là vị Phò mã triều Lý, người có công lớn trong việc giữ gìn đất nước và phát triển kinh tế phủ Phú Lương.